# میرزا علی آقا شیرازی
میرزا علی آقا شیرازی اصفهانی (زاده شهریور ۱۲۵۶ ش - درگذشته ۱۷ دی ۱۳۳۴ش)، فقیه، عارف و مدرس نهج البلاغه و قانون بوعلی سینا بود.

## زندگی
میرزا علی آقا از دوران کودکی به فراگیری قرآن مشغول شد و گام‌های مقدماتی تحصیلات را تحت نظر والد خود به نحو استوارتری برداشت. در ۱۳۱۶ قمری تحصیلاتش را در اصفهان ادامه داد و در تکوین حالات معنوی و تقویت بنیه علمی تحت تأثیر سید محمدباقر درچه‌ای قرار گرفت و چندی در نجف دروس خود را تکمیل کرد و در سال ۱۳۲۳ق به اصفهان برگشت و تا آخر عمر در اصفهان اقامت داشت. در مدرسه صدر بازار قانون بوعلی سینا و نهج البلاغه را در حد بسیار عالی تدریس می‌کرد.
مرتضی مطهری وی را «نهج البلاغه مسلم» می‌دانست؛ و می‌گفت با آشنایی با او انقلاب بزرگی در من پدید آمد و عاشق کتاب نهج البلاغه شدم.مرتضی مطهری زمانی که به سبب گرمای هوا رهسپار اصفهان شده بود توانست از درس های میرزا علی آقا شیرازی استفاده کند.مطهری از وی به عنوان "عالم ربانی" یاد کرده است و همچنین تاثیر زیادی از وی گرفته است. از نظر مطهری، میرزا علی آقا به عنوان نهج البلاغه مجسم بوده است و مواعظ نهج البلاغه بسیار در رفتار وی تاثیر گذاشته بوده و هنگامی که مطالبی از نهج البلاغه نقل می کرده است اشک از دیدگانش جاری می شده است.

## اساتید
از اساتید وی:
- آخوند کاشی، در حکمت صدرایی
- جهانگیرخان قشقایی، در حکمت صدرایی و شرح نهج البلاغه
- سید محمدباقر درچه‌ای، در علوم شرعی و از مهترین تاثیرگذاران معنوی بر وی
- آخوند خراسانی، در علوم شرعی
- سید محمد کاظم یزدی، در علوم شرعی
- سید حسین طباطبایی بروجردی، در علوم شرعی
- شیخ الشریعه اصفهانی، در علوم شرعی
- سید حسن مدرس، در علوم شرعی و نهج البلاغه

## شاگردان
- مرتضی مطهری
- حسینعلی منتظری
- جلال الدین همایی
- سید اسماعیل هاشمی
- آقا رحیم ارباب
- حسین شفیعی

## درگذشت
وی در هفدهم دیماه سال ۱۳۳۴ ه. ش مطابق با ۲۴ جمادی الاول ۱۳۷۵ ه. ق در اصفهان،درگذشت و پیکرش را با احترام فراوان از اصفهان به قم انتقال داده و بنابر وصیتش در مزار شیخان قم، ضلع جنوب شرقی دفن کردند.